# Alseodaphne ridleyi
Alseodaphne ridleyi är en lagerväxtart som beskrevs av James Sykes Gamble. Alseodaphne ridleyi ingår i släktet Alseodaphne och familjen lagerväxter. Inga underarter finns listade i Catalogue of Life.